# 山内康裕 (実業家)
山内 康裕（やまうち やすひろ、1956年2月 - ）は、日本の自動車実業家。元日産自動車取締役、前代表執行役社長兼最高経営責任者代行兼最高執行責任者。

## 来歴・人物
1981年国際基督教大学教養学部社会科学科卒業、日産自動車入社。調達部門を長く担当し、購買管理部主担、購買企画部主管、組織開発部組織開発担当部長、資材･部品調達部部長を経て、2006年執行役員第一･第二プロジェクト購買部、資材･部品調達部担当。2008年常務執行役員購買、RNPO（共同購買本部）、サービスサポート部、購買企画部担当。2014年日産自動車アライアンスグローバルVP、専務執行役員アライアンス購買担当。2015年アライアンスEVP、副社長アライアンス購買担当。
2016年から日産自動車CCOを務め、三菱自動車との共同購買活動を進めるなどした。2018年のカルロス・ゴーン会長逮捕にあたっては、事前に社内調査を把握し、逮捕後はサプライヤーへの説明や謝罪を行った。2019年日産自動車取締役、代表執行役最高執行責任者 3マネジメントコミッティ 統括（日本、アジア・オセアニア、中国）、
8部門 統括（グローバルマーケティング＆セールス、グローバルアフターセールス、日産生産・SCM、日産製品開発、グローバルEV、日産購買、グローバルデザイン、関係会社）担当。同年取締役会で井原慶子らと、西川廣人代表執行役社長の即時辞任を主張し、西川を辞任に追い込み、社長兼最高経営責任者代行を兼務。同年12月1日より同社取締役。2020年2月18日取締役退任。